# Dumuria
Dumuria è un sottodistretto (upazila) del Bangladesh situato nel distretto di Khulna, divisione di Khulna. Si estende su una superficie di 454,23 km² e conta una popolazione di 305.675 abitanti (dato censimento 2011).